# Luís Pinto de Mendonça Arrais
Luís Pinto de Mendonça Arrais ComTE • CvC • GCA (Seia, Seia, 9 de Julho de 1787 — Lisboa, 30 de Junho/Julho de 1859), 1.º Barão de Valongo e 1.º Visconde de Valongo, foi um militar e político português que, entre outras funções de relevo, foi prefeito da Província Ocidental dos Açores.

## Biografia
Filho segundo de Luís Bernardo Pinto de Mendonça e Figueiredo (Seia, Seia, Casa das Obras, 6 de Dezembro de 1744 - Seia, Seia, 4 de Março de 1831), Cavaleiro da Ordem de Cristo, e de sua mulher (Seia, Seia, 8 de Junho de 1777) Ana Leonor Nogueira de Abreu e Abranches Homem Pessoa (8 de Maio de 1761 - ?). O pai era Juiz Desembargador do Tribunal da Relação do Porto e Provedor da Santa Casa da Misericórdia de Seia, Senhor da Casa das Obras, o belo palácio que se ergue na praça de Seia e que hoje abriga a Câmara Municipal de Seia.
Era irmão de Francisco Pinto de Mendonça Arrais de Figueiredo Loureiro (Seia, Seia, 16 de Janeiro de 1782 - ?), Coronel do Regimento de Milícias da Covilhã e Comandante da Praça ou Fortaleza de Almeida aquando da invasão francesa comandada por André Massena, e sobrinho de D. José António Pinto de Mendonça Arrais, Bispo da Guarda e Bispo de Pinhel, um conhecido genealogista e orador sacro.
Frequentou em Lisboa o Colégio dos Nobres, tendo depois ingressado na Faculdade de Direito da Universidade de Coimbra, obtendo ali o Bacharelato em Direito no ano de 1808.
Desencadeada a crise das invasões francesas, nesse mesmo ano de 1808 assentou Praça como Cadete, tomando parte nas campanhas e tendo participado em diversas batalhas da Guerra Peninsular. Serviu, depois, no Brasil, tendo regressado a Portugal com D. João VI.
Já era Tenente-Coronel quando se deu a proclamação de D. Miguel I e aquando da proclamação da tentativa abortada da Junta do Porto, tendo nela participado e à qual esteve associado, vendo-se obrigado a seguir o caminho do exílio, pelo percurso Galiza e Grã-Bretanha e Irlanda, juntando-se às forças liberais acantonadas no depósito de Plymouth. Daí partiu para a Ilha Terceira, integrando as forças liberais que desembarcaram nas praias do Mindelo. Foi assim um dos Bravos do Mindelo, comandando o Batalhão de Voluntários da Rainha no Cerco do Porto e, pela coragem com que aí se bateu, recebeu a Ordem Militar da Torre e Espada, do Valor, Lealdade e Mérito.
A coragem e determinação que demonstrou com a sua conduta nas lutas liberais, mereceu reconhecimento. Mais tarde, foi agraciado com os títulos de 1.º Barão de Valongo e 1.º Visconde de Valongo, por Decretos, respectivamente, de 18 de Setembro de 1835 e de 10 de Março de 1842. Depois duma brilhante carreira militar, chegou e terminou a guerra no posto de Tenente-General e Comandante Militar de várias regiões.
Quando, na primavera de 1833, as forças vivas da cidade de Ponta Delgada, então parte da Província dos Açores com capital em Angra, iniciaram um intenso movimento reivindicando a sua separação administrativa, não permitindo a transferência para Angra do Tribunal da Relação dos Açores nem acatando as ordens do Prefeito da Província, pelo Decreto N.º 64, de 28 de Junho de 1833, foi desmembrada a Província dos Açores, sendo criadas as Províncias Oriental e Ocidental dos Açores. Neste contexto, o Brigadeiro Francisco Saraiva da Costa de Refóios, o muito contestado Prefeito dos Açores, foi transferido, sendo Luís Pinto de Mendonça Arrais nomeado para o lugar de Prefeito da Província Ocidental dos Açores, com sede na velha capital. Luís Pinto de Mendonça Arrais exerceu aquelas funções, as quais acumulou com o governo militar, até 1835, altura em que as províncias foram extintas, sendo substituídas pelos Distritos.
Terminada a sua comissão nos Açores, foi agraciado com o título de 1.º Barão de Valongo, por Decreto de 28 de Setembro de 1835, da Rainha D. Maria II, e, sucessivamente, nomeado Governador Militar de várias circunscrições.
Em 1842 foi agraciado com o título de 1.º Visconde de Valongo por Decreto de 10 de Março, da Rainha D. Maria II e do Rei D. Fernando II.
A 21 de Setembro de 1847 foi nomeado Governador Civil do Distrito de Coimbra, cargo que exerceu até 13 de Novembro daquele ano, data em que foi transferido para o Distrito do Porto. Também nesta função permaneceu apenas por breves meses, já que foi exonerado a 26 de Janeiro de 1848. Por esta data foi nomeado Vogal do Supremo Tribunal de Justiça Militar.
Casou em Seia, Seia, a 19 de Abril de 1851 com sua sobrinha Ana de Guadalupe Pinto de Mendonça Arrais Nogueira (Gouveia, Melo, 2 de Agosto de 1807 - Seia, Seia, 17 de Fevereiro de 1895), filha do irmão primogénito Francisco Pinto de Mendonça Arrais de Figueiredo Loureiro, Senhor de Pinhanços, da Casa das Obras,do Padroado de Santa Comba e doutros Vínculos, e de sua mulher Ana Antónia Benedita Leitão de Castelo Branco Osório da Fonseca Coelho e Abreu, e herdeira dos bens e títulos da família, não tendo, contudo, logrado descendência.

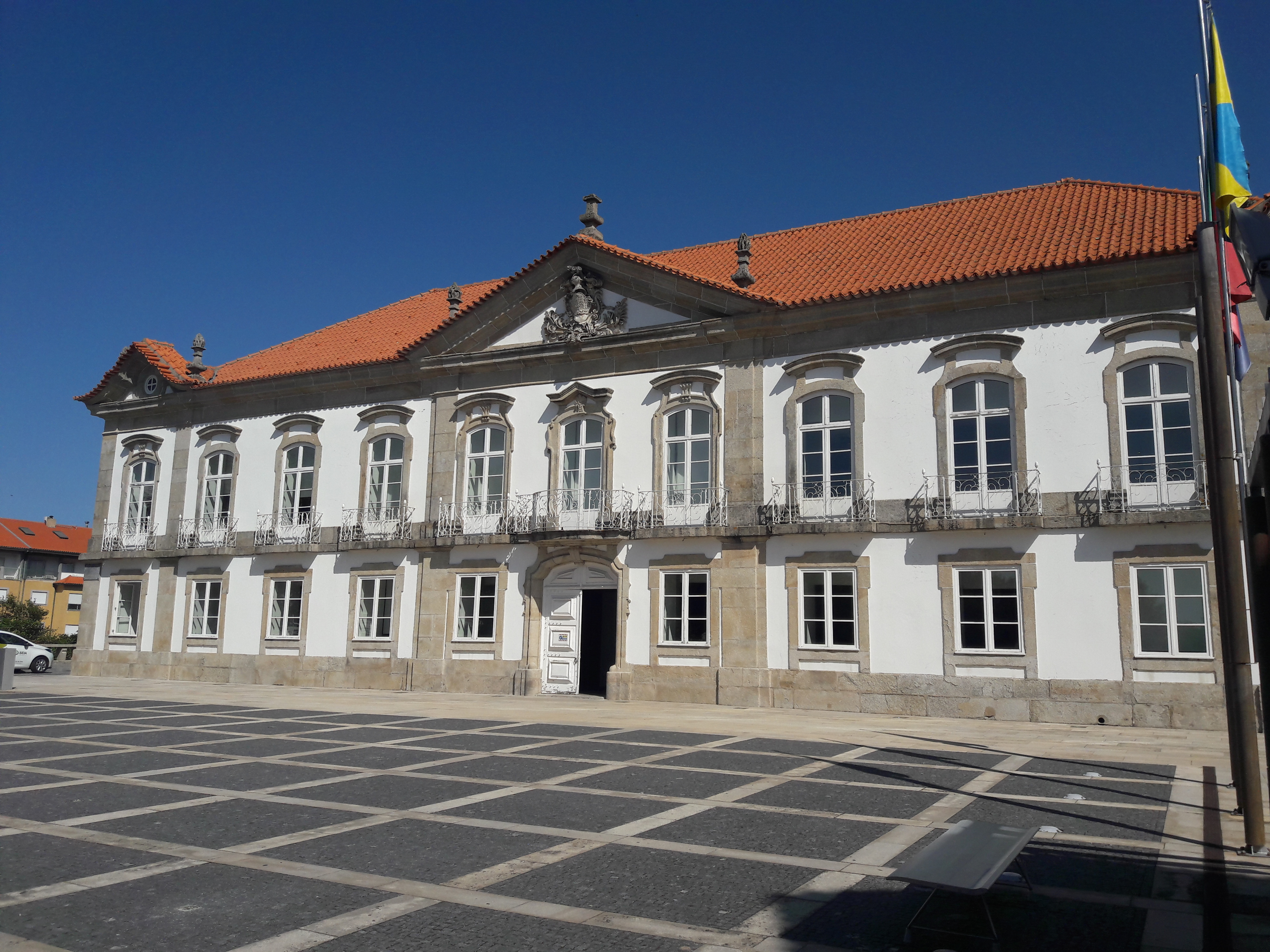
O Visconde de Valongo foi proprietário da Casa das Obras, em Seia, atual edifício da Câmara Municipal de Seia

Nas Eleições Gerais de 1851 foi eleito Deputado uma única vez, pelo Círculo Eleitoral de Trancoso, prestando juramento nas Cortes a 17 de Janeiro de 1852. Contudo, a sua passagem pelas Cortes foi breve, já que foi obrigado a demitir-se por ter sido considerada incompatível o estatuto de Deputado com o de Vogal do Supremo Tribunal de Justiça Militar. Em princípios de Fevereiro, a Comissão Parlamentar de Verificação de Poderes levantou o problema de que o 1.º Visconde de Valongo não podia acumular, em virtude da posição que ocupava no Supremo Tribunal de Justiça Militar. A discussão foi viva e acalorada, com os Deputados envolvendo-se na interpretação da Lei que regulava tais casos, discutindo o que era um cargo amovível e inamovível e quem estava sujeito a uma ou outra classificação. Valongo interveio para explicar que tinha aceite a eleição por estar convencido que o lugar que desempenhava era inamovível, mas entregando a resolução do seu caso à Câmara dos Deputados. A 18 de Fevereiro, o Visconde de Valongo enviou um ofício à Comissão Parlamentar de Verificação de Poderes em que comunicava que, vendo-se na penosa situação de optar entre a sua cadeira de deputado e o seu emprego de vogal efectivo do Supremo Tribunal de Justiça Militar, optava por este. Mas pouco mais tempo ficaria nesse lugar, pois, seis anos volvidos, irá pedir a exoneração, alegando razões de saúde, a 2 de Fevereiro de 1858.
Foi Cavaleiro Fidalgo da Casa Real e agraciado com a Grã-Cruz da Ordem Militar de Avis, o grau de Comendador da Ordem Militar da Torre e Espada, do Valor, Lealdade e Mérito, a Cruz de Ouro N.º 6 da Guerra Peninsular e Cavaleiro da Ordem Militar de Cristo.